# Tinchebray-Bocage
Tinchebray-Bocage és un municipi nou francès, creat l'1 de gener de 2015, situat al departament de l'Orne i a la regió de Normandia. L'any 2012 tenia 5.149 habitants.
Aquest municipi nou està conformat per la fusió dels set antics municipis, ara municipis delegats de Beauchêne, Frênes, Larchamp, Saint-Cornier-des-Landes, Saint-Jean-des-Bois, Tinchebray i Yvrandes.